# Coupe Allan
La coupe Allan est décernée chaque année à la meilleure équipe amateur senior du hockey sur glace au Canada. La coupe remplace la coupe Stanley en 1908. Elle est fondée par le banquier et armateur Hugh Montagu Allan.

## Historique

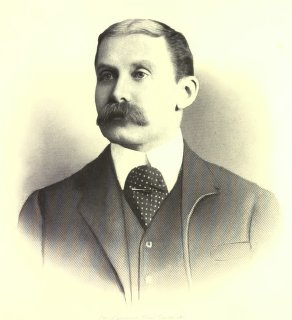
Sir Hugh Montagu Allan, donateur initial de la coupe Allan.

La première ligue de hockey au Canada est fondée en 1885 ; en mars 1892, la coupe Stanley est par Frederick Arthur Stanley, à la dernière année de son mandat comme gouverneur général du Canada. La coupe doit alors servir de trophée décerné chaque année au « club de hockey champion du Dominion ». Au début du XXe siècle, le professionnalisme s'introduit peu à peu dans le monde du hockey et lors de la saison 1908-1909, les équipes amateurs ne participent plus au championnat principal du Canada, l’Eastern Canada Amateur Hockey Association, association abandonnée dès la saison suivante.
La coupe Stanley passe également dans le hockey professionnel et, en 1908, Hugh Montagu Allan donne une nouvelle coupe au monde du hockey amateur. Les Cliffsides d'Ottawa sont la première équipe amateur à mettre la main sur la coupe Allan. La coupe Allan est jouée chaque année pendant la Première Guerre mondiale et elle est même remportée en 1916 par une équipe militaire, le 61e bataillon de Winnipeg qui compte dans ses rangs le futur membre du Temple de la renommée du hockey, Joe « Bullet » Simpson. Deux saisons plus tard, Dick Irvin et l'équipe militaire des Ypres de Winnipeg perd la finale contre le club de hockey de Kitchener, les Greenshirts, menés par George Hainsworth dans les buts.
En janvier 1920, le Comité international olympique annonce que lors des futurs Jeux olympiques d'été, qui sont prévus en avril 1920 à Anvers en Belgique, une compétition de hockey aura lieu entre les différentes nations. Les dirigeants du hockey au Canada, n'ayant pas le temps de réaliser une sélection et de les habituer à jouer ensemble, décident d'envoyer les vainqueurs de la coupe Allan comme représentants. Ce sont finalement les Falcons, équipe de joueurs d'origine islandaise et menée par Frank Fredrickson, qui remportent la coupe Allan 1920 et l'honneur de représenter leur pays en Belgique. Les Falcons remportent le premier titre de champion olympique de hockey sur glace en gagnant les trois rencontres qu'ils jouent. Cette tradition de l'équipe Canada d'être représentée par l'équipe championne de la coupe Allan dure jusqu'aux Jeux olympiques de 1964.
Lors des Jeux de 1936, les Bearcats de Port Arthur perdent une seule rencontre, défaite qui les prive de la médaille d'or ; il s'agit de la première édition des Jeux qui n'est pas remportée par le Canada, même si l'équipe de Grande-Bretagne championne est composée de joueurs nés en Grande-Bretagne mais qui ont grandi au Canada. Pour les éditions de 1956 et 1960, le Canada est représenté par la même équipe : les Dutchmen de Kitchener—Waterloo et ils manquent la médaille d'or lors des deux éditions. À la suite de ces deux revers, l'équipe du Canada sera par la suite composée d'une sélection de joueurs.

## Gagnants de la coupe Allan
Les différents gagnants depuis la première édition
- 1908 : Cliffsides d'Ottawa
- 1909 : Université Queen's
- 1910 : St. Michael's Majors de Toronto
- 1911 : Victorias de Winnipeg
- 1912 : Victorias de Winnipeg
- 1913 : Winnipeg Hockey Club
- 1914 : Victorias de Regina
- 1915 : Monarchs de Winnipeg
- 1916 : 61e Battalion de Winnipeg
- 1917 : Dentals de Toronto
- 1918 : Kitchener Hockey Club
- 1919 : Tigers de Hamilton
- 1920 : Falcons de Winnipeg
- 1921 : Université de Toronto
- 1922 : Granites de Toronto
- 1923 : Granites de Toronto
- 1924 : Greyhounds de Sault Ste. Marie
- 1925 : Bearcats de Port Arthur
- 1926 : Bearcats de Port Arthur
- 1927 : Université de Toronto
- 1928 : Université du Manitoba
- 1929 : Bearcats de Port Arthur
- 1930 : AAA de Montréal
- 1931 : Winnipeg Hockey Club
- 1932 : National Sea Fleas de Toronto
- 1933 : Hawks de Moncton
- 1934 : Hawks de Moncton
- 1935 : Wolverines d'Halifax
- 1936 : Dynamiters de Kimberley
- 1937 : Tigers de Sudbury
- 1938 : Smoke Eaters de Trail
- 1939 : Bearcats de Port Arthur
- 1940 : Blue Devils de Kirkland Lake
- 1941 : Rangers de Regina
- 1942 : RCAF d'Ottawa
- 1943 : Commandos d'Ottawa
- 1944 : As de Québec
- 1945 : pas de compétition
- 1946 : Stampeders de Calgary
- 1947 : Royaux de Montréal
- 1948 : Flyers d'Edmonton
- 1949 : Sénateurs d'Ottawa
- 1950 : Marlboros Sr. de Toronto
- 1951 : Mercurys d'Owen Sound
- 1952 : Canadians de Fort Frances
- 1953 : Dutchmen de Kitchener-Waterloo
- 1954 : Vees de Penticton
- 1955 : Dutchmen de Kitchener-Waterloo
- 1956 : Canadians de Vernon
- 1957 : Dunlops de Whitby
- 1958 : McFarlands de Belleville
- 1959 : Dunlops de Whitby
- 1960 : Maroons de Chatham
- 1961 : Terriers de Galt
- 1962 : Smoke Eaters de Trail
- 1963 : Bulldogs de Windsor
- 1964 : Maroons de Winnipeg
- 1965 : Castors de Sherbrooke
- 1966 : Miners de Drumheller
- 1967 : Aigles de Drummondville
- 1968 : Tigres de Victoriaville
- 1969 : Hornets de Galt
- 1970 : Jets de Spokane
- 1971 : Hornets de Galt
- 1972 : Jets de Spokane
- 1973 : Terriers d'Orillia
- 1974 : Flyers de Barrie
- 1975 : Twins de Thunder Bay
- 1976 : Flyers de Spokane
- 1977 : Alexanders de Brantford
- 1978 : Dynamiters de Kimberley
- 1979 : Squires de Petrolia
- 1980 : Flyers de Spokane
- 1981 : Squires de Petrolia
- 1982 : Royals de Cranbrook
- 1983 : Hornets de Cambridge
- 1984 : Twins de Thunder Bay
- 1985 : Twins de Thunder Bay
- 1986 : Royals de Corner Brook
- 1987 : Motts Clamatos de Brantford
- 1988 : Twins de Thunder Bay
- 1989 : Twins de Thunder Bay
- 1990 : Warriors de Chomedey Laval
- 1991 : Islanders de Charlottetown
- 1992 : Vitos de Saint John
- 1993 : Huskies de Whitehorse
- 1994 : Lakers de Warroad
- 1995 : Lakers de Warroad
- 1996 : Lakers de Warroad
- 1997 : Regals de Powell River
- 1998 : Bearcats de Truro
- 1999 : Eagles de Stony Plain
- 2000 : Regals de Powell River
- 2001 : Border Kings de Lloydminster
- 2002 : Garaga de Saint-Georges
- 2003 : North Stars de l'Ile des Chênes
- 2004 : Garaga de Saint-Georges
- 2005 : Bombers de Thunder Bay
- 2006 : Regals de Powell River
- 2007 : Border Kings de Lloydminster
- 2008 : Blast de Brantford
- 2009 : Generals de Bentley
- 2010 : Flyers de Fort St. John
- 2011 : Caribous de Clarenville
- 2012 : Prairie Thunder de South East
- 2013 : Generals de Bentley
- 2014 : Real McCoys de Dundas
- 2015 : Thunder de South East Prairie
- 2016 : Generals de Bentley
- 2017 : Cataracts de Grand Falls-Windsor
- 2018 : Generals de Stoney Creek
- 2019 : Lacombe Generals
- 2020 : Annulée à cause de la pandémie de Covid-19

## Résultats aux Jeux olympiques
- 1920 -  Médaille d'or - Falcons de Winnipeg
- 1924 -  Médaille d'or - Granites de Toronto
- 1928 -  Médaille d'or - Université de Toronto
- 1932 -  Médaille d'or - The Winnipegs
- 1936 -  Médaille d'argent - Bearcats de Port Arthur
- 1948 -  Médaille d'or - RCAF Flyers
- 1952 -  Médaille d'or - Mercurys d'Edmonton
- 1956 -  Médaille de bronze - Dutchmen de Kitchener-Waterloo
- 1960 -  Médaille d'argent - Dutchmen de Kitchener-Waterloo